# Argophyllaceae
Argophyllaceae Takht, é uma família de plantas angiospérmicas (plantas com flor - divisão Magnoliophyta), pertencente à ordem Asterales.
A ordem à qual pertence esta família está por sua vez incluida na classe Magnoliopsida (Dicotiledóneas): desenvolvem portanto embriões com dois ou mais cotilédones.
As espécies do gênero são nativas da Austrália.

## Sinonímia
- Corokiaceae  Kapil ex Takht.

## Gêneros
- Argophyllum
- Corokia